# Gonomyia (Leiponeura) milangensis
Gonomyia (Leiponeura) milangensis is een tweevleugelige uit de familie steltmuggen (Limoniidae). De soort komt voor in het Afrotropisch gebied.